# 喬爾·瓦德
喬爾·瓦德（英語：Joel Ward；1989年10月29日—）是一位英格蘭足球運動員，在場上司職後衛。他現在效力於英格蘭足球超級聯賽球隊水晶宮足球俱樂部。他曾效力於朴茨茅斯足球俱樂部等球隊。

## 俱樂部生涯

### 水晶宫
2013年5月28日，瓦德转会加盟水晶宫。
水晶宮
- 英格蘭足球冠軍聯賽附加賽冠軍：2013
- 英格蘭足總盃冠军：2025，亞軍：2016[5]

## 外部連結
- Joel Ward profileat AFCB.co.uk（页面存档备份，存于）
- 足球数据库：喬爾·瓦德的球员统计数据